# Gamla staden, Eskilstuna

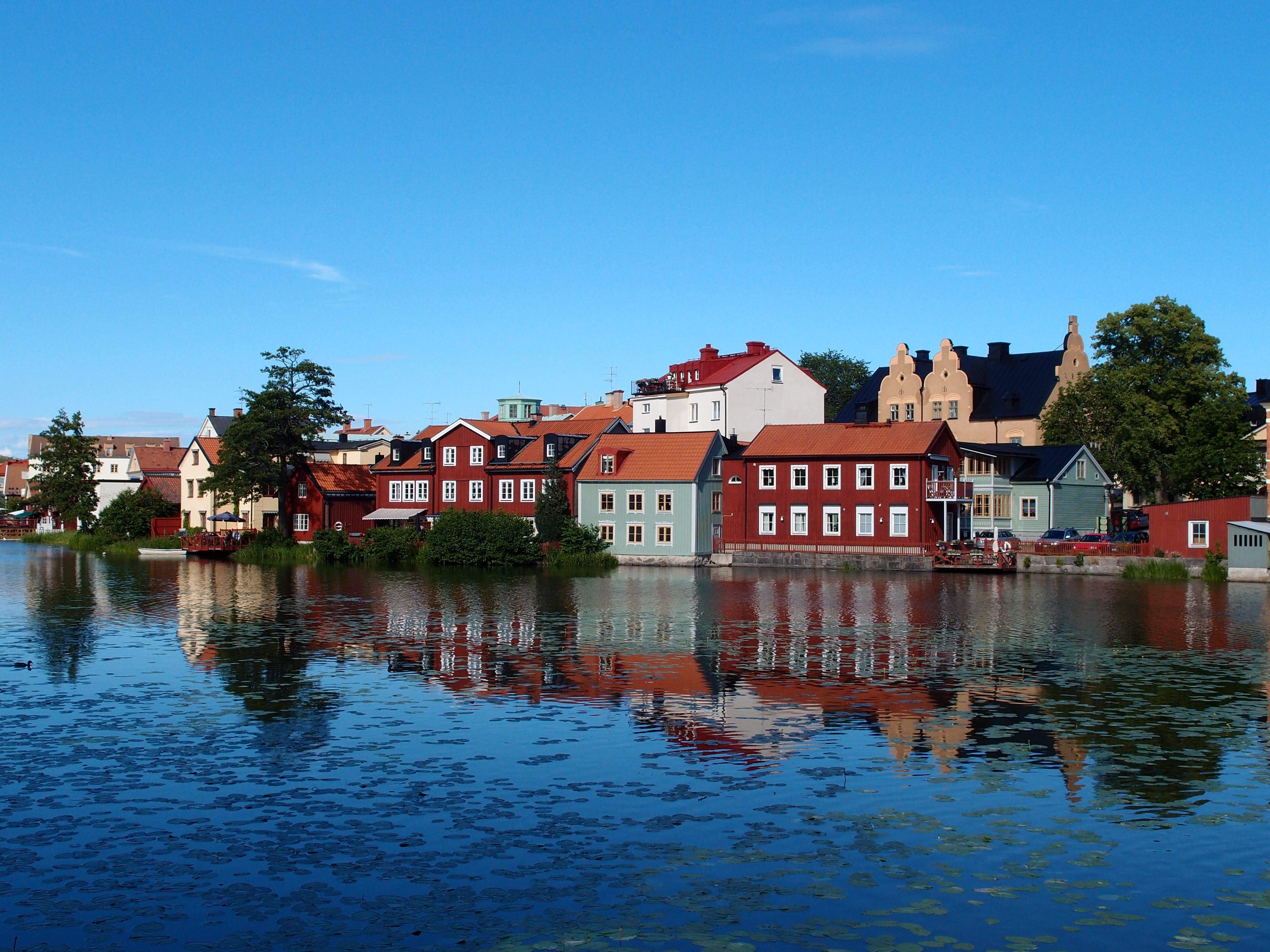
Gamla staden sedd över Eskilstunaån från Fors

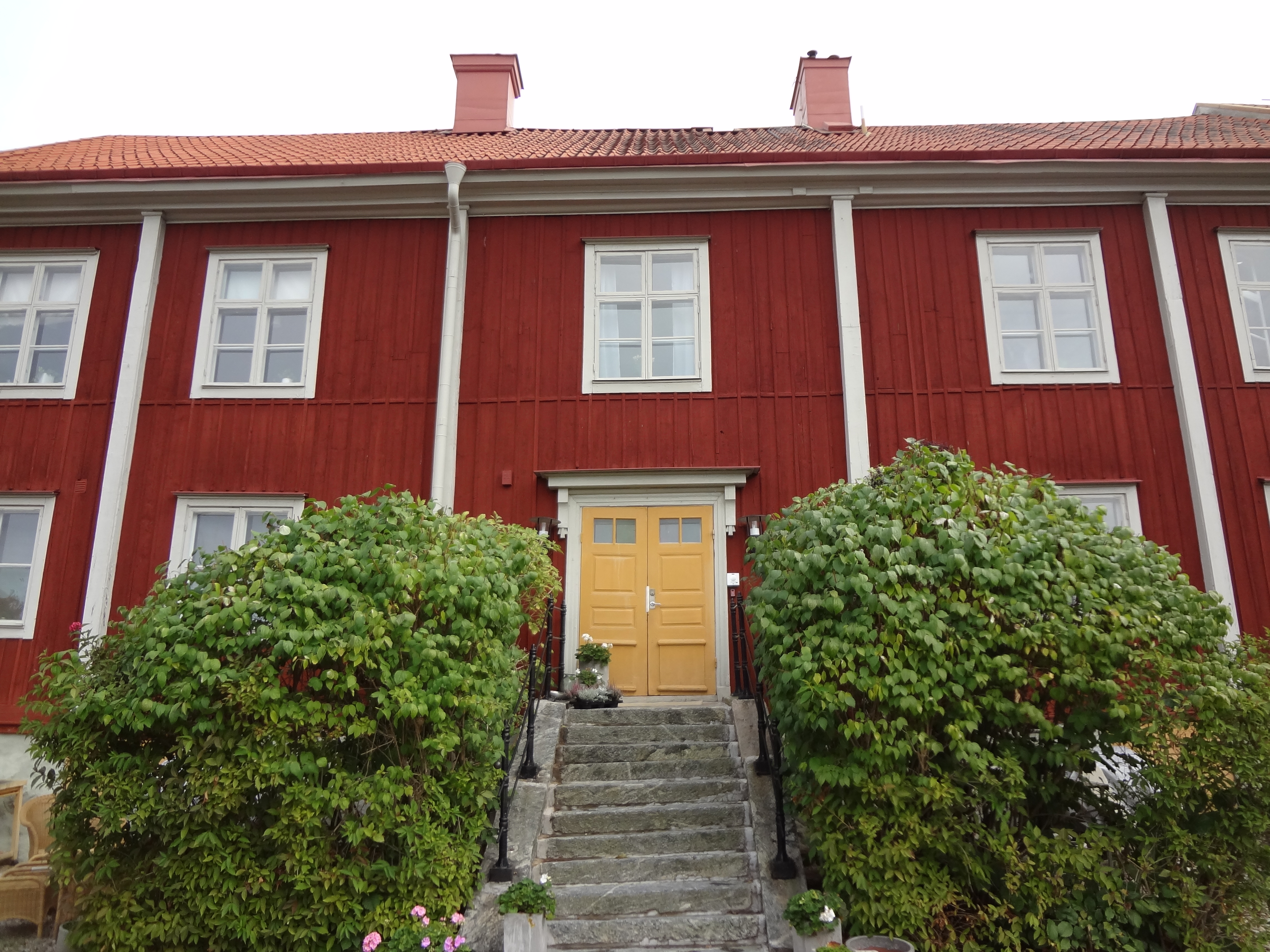
Tingsgården

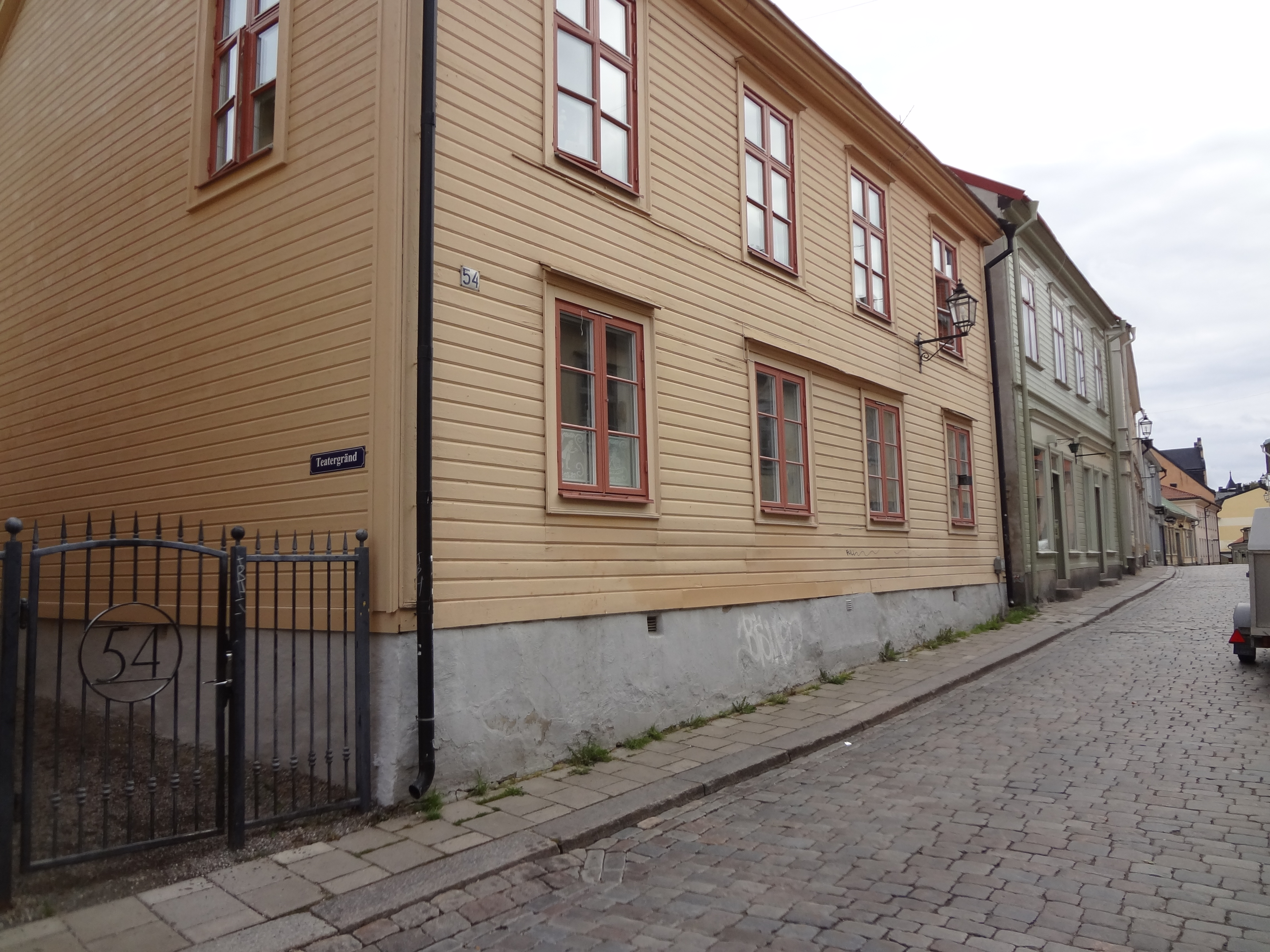
Fastigheten Stövaren 18 vid Köpmangatan 52

Gamla staden är en stadsdel i Eskilstuna.
Gamla stadens kärna är Köpmangatan, som sträcker sig parallellt med Eskilstunaån genom Gamla staden på åns östra sida. Den fanns på medeltiden som "Långa Gatan" och var en del av ett pilgrimsstråk till Johanniterklostret i Eskilstuna. Klostret låg vid nuvarande Slottsskolan och i nuvarande Klosterkyrkogården i norra ändan av Gamla staden och ersattes efter reformationen av Eskilstunahus, som efter en brand 1680 användes som fängelse. Köpmangatan ledde från fallen vid Tunafors mot Johanniterklostret.
Eskilstuna var under århundraden en liten stad längs Köpmangatan. Staden fick stadsprivilegier 1659, och vid denna tid uppfördes Rademachersmedjorna, varefter en stad började byggas på västra sidan av ån. Därmed blev området runt Köpmangatan den Gamla staden, medan det nya samhället blev Fristaden.
Rådhustorget ligger utmed Kungsvägen mellan Köpmangatan och Rådhusbron. Det anlades tidigt som en öppen plats, som från Köpmangatan öppnade sig mot ner mot ån. År 1702 byggdes ett rådhus vid torget. Ett halvsekel senare, 1768, flyttades det något österut för att göra torget större. Torget var länge stadens viktigaste handelsplats. Vid torget låg också senare Gamla Teatern.
Det gamla rådhuset ansågs ha tjänat ut i början av 1800-talet och ett nytt ritades av Johan Fredrik Åbom. Hans ritningar var klara 1843 och det nya rådhuset var klart 1851. Detta inrymde också stadens häkte. 
Mot slutet av 1800-talet omvandlades Eskilstuna till en industristad med stark befolkningstillväxt. Rådhuset blev då för litet, och 1894 togs beslut om att bygga ett nytt stadshus vid Fristadstorget. Detta blev klart 1897. Det gamla rådhuset revs 1927 och detta möjliggjorde en bredare infart österifrån till stadens centrum. Rådhustorget som torgbildning ersattes av en gata, som var bredare än normalt, men som behöll namnet Rådhustorget.
Vid södra sidan av Rådhustorget/Köpmangatan ligger också den k-märkta Tingsgården i en byggnad från 1700-talet. En annan k-märkt byggnad i Gamla Staden är en borgargård i kvarteret Stövaren vid Köpmangatan 52 från 1884. 